# Nati nel 1950/Ottobre
| Questa pagina contiene informazioni ricavate automaticamente dalle voci biografiche con l'ausilio del template Bio e di un bot. L'aggiornamento è periodico e automatico e ricostruisce completamente la pagina. Se manca una persona in questa lista, sei pregato di non aggiungerla, ma accertati piuttosto che la sua voce biografica contenga il template Bio e che i dati anagrafici siano correttamente compilati. Se il template Bio manca, inseriscilo tu stesso o, in alternativa, metti l'avviso {{tmp\|Bio}} che ne segnala la mancanza. Se i dati riportati sono sbagliati, correggi direttamente la voce biografica; le modifiche saranno visibili in questa lista entro pochi giorni. Per chiarimenti vedi il progetto biografie. La lista contiene solo le 249 persone che sono citate nell'enciclopedia e per le quali è stato implementato correttamente il template Bio. Pagina aggiornata al 10 ago 2025. |

- 1º ottobre - Annamaria Baratta, cantante italiana († 1996)
- 1º ottobre - Ulisse Di Giacomo, politico italiano
- 1º ottobre - Marco Tullio Giordana, regista, sceneggiatore e scrittore italiano
- 1º ottobre - Susan Greenfield, psicologa e politica britannica
- 1º ottobre - Jeane Manson, cantante e attrice statunitense
- 1º ottobre - Leano Morelli, cantautore italiano
- 1º ottobre - Boris Vladimirovič Morukov, medico e cosmonauta russo († 2015)
- 1º ottobre - Natalija Nogulich, attrice statunitense
- 1º ottobre - Randy Quaid, attore statunitense
- 2 ottobre - Pietro Algeri, dirigente sportivo, ex ciclista su strada e pistard italiano
- 2 ottobre - Antonio Di Pietro, ex magistrato e politico italiano
- 2 ottobre - Angelyne, cantante e attrice statunitense
- 2 ottobre - Roberto Lombardi, giornalista, tennista e dirigente sportivo italiano († 2010)
- 2 ottobre - Ian McNeice, attore britannico
- 2 ottobre - Mike Rutherford, bassista, polistrumentista e compositore britannico
- 2 ottobre - Ralph Schicha, attore tedesco
- 2 ottobre - Philip Edward Wilson, arcivescovo cattolico australiano († 2021)
- 3 ottobre - John Curulewski, insegnante, educatore e musicista statunitense († 1988)
- 3 ottobre - Pamela Hensley, attrice statunitense
- 3 ottobre - Luděk Macela, allenatore di calcio e calciatore cecoslovacco († 2016)
- 3 ottobre - Phyllis Nelson, cantante statunitense († 1998)
- 3 ottobre - Katarína Ráczová, ex schermitrice cecoslovacca
- 3 ottobre - Gunter Sekora, ex calciatore tedesco orientale
- 4 ottobre - Francisco Araiza, tenore messicano
- 4 ottobre - Elżbieta Biesiekierska, cestista polacca († 2013)
- 4 ottobre - Enrico Compagnoni, regista, giornalista e scrittore italiano
- 4 ottobre - Alan Rosenberg, attore statunitense
- 4 ottobre - Klaus Scheer, allenatore di calcio e ex calciatore tedesco
- 4 ottobre - Giuseppe Vitucci, lottatore italiano († 2018)
- 4 ottobre - Luana Zanella, politica italiana
- 5 ottobre - Božo Bakota, calciatore jugoslavo († 2015)
- 5 ottobre - Eddie Clarke, chitarrista britannico († 2018)
- 5 ottobre - Jeff Conaway, attore e regista statunitense († 2011)
- 5 ottobre - Enrico dal Covolo, vescovo cattolico e teologo italiano
- 5 ottobre - Laura Gemser, attrice, modella e costumista indonesiana
- 5 ottobre - Hugo Hovenkamp, ex calciatore olandese
- 5 ottobre - Edward P. Jones, scrittore statunitense
- 5 ottobre - Milomir Minić, politico serbo
- 5 ottobre - Giorgio Pagliari, avvocato e politico italiano
- 5 ottobre - James Rizzi, artista statunitense († 2011)
- 5 ottobre - Dave Thomas, ex calciatore inglese
- 5 ottobre - Natale Vezzoli, ex pugile italiano
- 5 ottobre - Paola del Medico, cantante svizzera
- 6 ottobre - Maurizio Bacchin, politico italiano († 1993)
- 6 ottobre - David Brin, scrittore di fantascienza e astronomo statunitense
- 6 ottobre - Vincenzo Caruso, carabiniere italiano († 1977)
- 6 ottobre - Tudor Mohora, politico rumeno
- 6 ottobre - Christian Noyer, economista e banchiere francese
- 6 ottobre - Carmen Romero, ex discobola cubana
- 6 ottobre - Chris Rosenberg, mafioso statunitense († 1979)
- 7 ottobre - Alberto Cantù, musicologo e critico musicale italiano († 2021)
- 7 ottobre - Howard Chaykin, fumettista statunitense
- 7 ottobre - Doğan Hakyemez, cestista turco († 2018)
- 7 ottobre - Jakaya Kikwete, economista e politico tanzaniano
- 7 ottobre - Carol Knox, ex calciatrice neozelandese
- 7 ottobre - Craig Lincoln, tuffatore statunitense
- 7 ottobre - Marion Tait, ex ballerina britannica
- 8 ottobre - Zsuzsa Almássy, ex pattinatrice artistica su ghiaccio ungherese
- 8 ottobre - Miguel Ángel Brindisi, allenatore di calcio e ex calciatore argentino
- 8 ottobre - Blake Morrison, poeta e scrittore inglese
- 8 ottobre - Sa'ud bin Fahd Al Sa'ud, principe, politico e imprenditore saudita
- 9 ottobre - Monica Bettoni Brandani, politica e medico italiana
- 9 ottobre - Ian Gillard, ex calciatore inglese
- 9 ottobre - Vasile Iordache, ex calciatore rumeno
- 9 ottobre - Marc Millecamps, ex calciatore belga
- 9 ottobre - Gil Antônio Moreira, arcivescovo cattolico brasiliano
- 9 ottobre - Peter Neumair, ex lottatore tedesco
- 9 ottobre - Everett Peck, fumettista, illustratore e animatore statunitense († 2022)
- 9 ottobre - Emanuela Setti Carraro, infermiera e militare italiana († 1982)
- 9 ottobre - Jody Williams, insegnante e attivista statunitense
- 10 ottobre - Andrzej Dziuba, vescovo cattolico polacco
- 10 ottobre - Charlie George, ex calciatore inglese
- 10 ottobre - Massimo Gregori Grgič, scrittore italiano
- 10 ottobre - José Martinessi, cestista paraguaiano († 2008)
- 10 ottobre - Viktor Raščupkin, ex discobolo sovietico
- 10 ottobre - Nora Roberts, scrittrice statunitense
- 10 ottobre - Jerry Tondo, doppiatore e attore statunitense
- 11 ottobre - Catlin Adams, attrice e regista statunitense
- 11 ottobre - Rene Bond, attrice pornografica statunitense († 1996)
- 11 ottobre - Aniko Deak, ex cestista rumena
- 11 ottobre - Amos Gitai, regista, sceneggiatore e artista israeliano
- 11 ottobre - Michel Mella, attore e doppiatore francese
- 11 ottobre - Patty Murray, politica statunitense
- 11 ottobre - Robert Pugh, attore britannico
- 11 ottobre - Adartico Vudafieri, ex pilota di rally italiano
- 12 ottobre - Jiří Adam, ex pentatleta e schermidore cecoslovacco
- 12 ottobre - Susan Anton, attrice e cantante statunitense
- 12 ottobre - Roland Asch, pilota automobilistico tedesco
- 12 ottobre - Chen Shui-bian, politico taiwanese
- 12 ottobre - Chitra Visweswaran, danzatrice e coreografa indiana
- 12 ottobre - Wilfredo Pino Estévez, vescovo cattolico cubano
- 12 ottobre - Dave Freudenthal, economista, avvocato e politico statunitense
- 12 ottobre - Claudio Golinelli, musicista italiano
- 12 ottobre - Tarek Heggy, egiziano
- 12 ottobre - Knut Knudsen, ex ciclista su strada e pistard norvegese
- 12 ottobre - Cristóbal Maldonado, calciatore e allenatore di calcio paraguaiano († 2019)
- 12 ottobre - Penka Metodieva, ex cestista bulgara
- 12 ottobre - Gaetano Miccichè, dirigente d'azienda e dirigente sportivo italiano
- 12 ottobre - Achille Ottaviani, giornalista e politico italiano († 2023)
- 12 ottobre - Miguel Oviedo, ex calciatore argentino
- 12 ottobre - José Carlos Serrão, allenatore di calcio e ex calciatore brasiliano
- 12 ottobre - Gualberto do Rosário, politico capoverdiano
- 13 ottobre - Ali Abu Shwaima, imam giordano
- 13 ottobre - Renata Biserni, doppiatrice, attrice teatrale e psicologa italiana
- 13 ottobre - Gianni Candussi, allenatore di calcio e ex calciatore italiano
- 13 ottobre - Barbara Hawcroft, ex tennista australiana
- 13 ottobre - Tamer Levent, attore, regista e direttore artistico turco
- 13 ottobre - Giovanni Monteforte, chitarrista e compositore italiano
- 13 ottobre - Simon Nicol, chitarrista e cantante inglese
- 13 ottobre - Stefano Patrizi, attore e montatore italiano
- 13 ottobre - Marcello Perazzetti, allenatore di pallacanestro italiano
- 13 ottobre - Marco Protasi, matematico e informatico italiano († 1998)
- 13 ottobre - Annegret Richter, ex velocista tedesca
- 13 ottobre - Teresa Riera Madurell, politica spagnola
- 13 ottobre - Rolf Rüssmann, dirigente sportivo e calciatore tedesco († 2009)
- 14 ottobre - Allan Cole, ex calciatore e allenatore di calcio giamaicano
- 14 ottobre - Alda D'Eusanio, giornalista, conduttrice televisiva e opinionista italiana
- 14 ottobre - Kate Grenville, scrittrice australiana
- 14 ottobre - Kurt Jara, allenatore di calcio e ex calciatore austriaco
- 14 ottobre - Charlie Kosei, musicista giapponese
- 14 ottobre - Francisco Javier López García, ex calciatore spagnolo
- 14 ottobre - Augusto Michelotti, politico sammarinese
- 14 ottobre - Rudy Rotta, chitarrista, cantante e compositore italiano († 2017)
- 14 ottobre - Sheila Young, ex pattinatrice di velocità su ghiaccio e ex pistard statunitense
- 15 ottobre - Blagoja Georgievski, cestista jugoslavo († 2020)
- 15 ottobre - Candida Royalle, attrice pornografica, regista e produttrice cinematografica statunitense († 2015)
- 15 ottobre - Nina Nikolaevna Sadur, scrittrice e drammaturga russa († 2023)
- 16 ottobre - Angry Grandpa, youtuber statunitense († 2017)
- 16 ottobre - Riitta Salin, ex velocista finlandese
- 17 ottobre - Philippe Barbarin, cardinale e arcivescovo cattolico francese
- 17 ottobre - Jordan Bikov, ex sollevatore bulgaro
- 17 ottobre - Tommaso Caputo, arcivescovo cattolico italiano
- 17 ottobre - Stojan Delčev, ex ginnasta bulgaro
- 17 ottobre - Ricardo Fontana, ex calciatore argentino
- 17 ottobre - Richard Forlán, ex calciatore uruguaiano
- 17 ottobre - Donata Gottardi, politica italiana
- 17 ottobre - Erich Kühnhackl, ex hockeista su ghiaccio tedesco
- 17 ottobre - Wally Lamb, scrittore statunitense
- 17 ottobre - Emilia Lodigiani, editrice italiana
- 17 ottobre - Silvano Mattesini, architetto, insegnante e scrittore italiano († 2023)
- 17 ottobre - Shiro Nakamura, designer giapponese
- 17 ottobre - Richard Nelson, drammaturgo, librettista e sceneggiatore statunitense
- 17 ottobre - Sandra Reemer, cantante olandese († 2017)
- 17 ottobre - Howard Rollins, attore statunitense († 1996)
- 17 ottobre - Mike Synar, politico e avvocato statunitense († 1996)
- 17 ottobre - Michael Tolkin, sceneggiatore, regista e scrittore statunitense
- 18 ottobre - Balázs Bábel, arcivescovo cattolico ungherese
- 18 ottobre - Natale Ciravolo, doppiatore italiano
- 18 ottobre - Maria Adriana Giusti, architetta e storica italiana
- 18 ottobre - Terry Gou, imprenditore e manager taiwanese
- 18 ottobre - Paolo Isotta, critico musicale, musicologo e scrittore italiano († 2021)
- 18 ottobre - Charles Kirkland, ex cestista statunitense
- 18 ottobre - Elman Məmmədov, politico azero
- 18 ottobre - Om Puri, attore indiano († 2017)
- 18 ottobre - Wendy Wasserstein, drammaturga e sceneggiatrice statunitense († 2006)
- 18 ottobre - Thomas Gerard Wenski, arcivescovo cattolico statunitense
- 19 ottobre - Mike Barr, ex cestista e allenatore di pallacanestro statunitense
- 19 ottobre - Salvatore Bianchetti, allenatore di calcio italiano
- 19 ottobre - Alfredo Comis, politico italiano
- 19 ottobre - Patrick Cowley, musicista statunitense († 1982)
- 19 ottobre - Victor Dolipschi, lottatore rumeno († 2009)
- 19 ottobre - George Fenton, compositore britannico
- 19 ottobre - Mimmo Gangemi, ingegnere, scrittore e giornalista italiano
- 19 ottobre - Poerio Mascella, calciatore italiano († 2021)
- 19 ottobre - Gian Franco Schietroma, politico italiano
- 19 ottobre - Franjo Vladić, calciatore jugoslavo († 2024)
- 19 ottobre - Luke Witte, ex cestista statunitense
- 19 ottobre - Frans van den Wijngaert, ex arbitro di calcio belga
- 20 ottobre - Gino Castaldo, giornalista, critico musicale e scrittore italiano
- 20 ottobre - Isaac Curtis, ex giocatore di football americano statunitense
- 20 ottobre - Piercamillo Davigo, ex magistrato e saggista italiano
- 20 ottobre - Scott English, ex cestista statunitense
- 20 ottobre - Jorge Carlos Fonseca, politico capoverdiano
- 20 ottobre - Graciela Giannettasio, politica e avvocata argentina († 2022)
- 20 ottobre - Ivana Kolínská, ex cestista cecoslovacca
- 20 ottobre - Tom Petty, cantautore, musicista e produttore discografico statunitense († 2017)
- 20 ottobre - William Russ, attore statunitense
- 20 ottobre - Tom Schulman, sceneggiatore, produttore cinematografico e produttore televisivo statunitense
- 20 ottobre - Mara Venier, conduttrice televisiva e attrice italiana
- 20 ottobre - Fahd bin Sultan Al Sa'ud, principe e politico saudita
- 21 ottobre - Savio Hon Tai-Fai, arcivescovo cattolico cinese
- 21 ottobre - Rita Kirst, ex altista tedesca
- 21 ottobre - Antonio Loddo, politico, giornalista e scrittore italiano
- 21 ottobre - Ronald McNair, astronauta statunitense († 1986)
- 21 ottobre - Paul Philipp, allenatore di calcio e ex calciatore lussemburghese
- 21 ottobre - Severino Salvemini, economista e artista italiano
- 21 ottobre - Linda Tuero, ex tennista statunitense
- 22 ottobre - Michele D'Alto, criminale italiano († 1982)
- 22 ottobre - Bill Owens, politico statunitense
- 22 ottobre - Donald Ramotar, politico guyanese
- 22 ottobre - Valerij Čikov, regista russo († 2017)
- 23 ottobre - Tea Albini, politica italiana
- 23 ottobre - Guy Bleus, artista e scrittore belga
- 23 ottobre - Tom Franklin, giocatore di poker statunitense
- 23 ottobre - Wolf Muser, attore tedesco († 2022)
- 23 ottobre - Richard Schoen, matematico statunitense
- 23 ottobre - Mike Seerey, ex calciatore statunitense
- 23 ottobre - Peter Turnbull, scrittore britannico
- 24 ottobre - Kōzō Arai, ex calciatore giapponese
- 24 ottobre - Pietro Ciucci, dirigente d'azienda italiano
- 24 ottobre - Asa Hartford, ex calciatore scozzese
- 24 ottobre - Antonio Marcolini, calciatore e allenatore di calcio italiano († 2018)
- 24 ottobre - May Pang, scrittrice statunitense
- 24 ottobre - Bert Pronk, ciclista su strada olandese († 2005)
- 24 ottobre - Gabriella Sica, poetessa e scrittrice italiana
- 25 ottobre - Fernando Arêas Rifan, vescovo cattolico brasiliano
- 25 ottobre - Georg Brintrup, regista e sceneggiatore tedesco
- 25 ottobre - Santino Coppa, allenatore di pallacanestro italiano
- 25 ottobre - Roger Davies, ex calciatore inglese
- 25 ottobre - Aldo Fumagalli, politico italiano
- 25 ottobre - Francisco Lamolina, ex arbitro di calcio argentino
- 25 ottobre - John Matuszak, giocatore di football americano e attore statunitense († 1989)
- 25 ottobre - Chris Norman, cantante inglese
- 25 ottobre - Mark L. Taylor, attore statunitense
- 26 ottobre - Nico Braun, ex calciatore lussemburghese
- 26 ottobre - Paola Cavalieri, filosofa italiana
- 26 ottobre - Ernesto Filippi, ex arbitro di calcio uruguaiano
- 26 ottobre - Chuck Foreman, ex giocatore di football americano statunitense
- 26 ottobre - Drago Vabec, ex calciatore jugoslavo
- 26 ottobre - Augusto Di Bono, attore, doppiatore e direttore del doppiaggio italiano
- 27 ottobre - Fran Lebowitz, scrittrice e attrice statunitense
- 27 ottobre - Cees Priem, ex ciclista su strada olandese
- 27 ottobre - Pierre Repellini, allenatore di calcio e ex calciatore francese
- 27 ottobre - Juan Roca, cestista cubano († 2022)
- 28 ottobre - Galina Loginova, attrice sovietica
- 28 ottobre - Hennie Spijkerman, allenatore di calcio, dirigente sportivo e ex calciatore olandese
- 28 ottobre - Ivo Tarolli, politico italiano
- 28 ottobre - Livio Togni, circense e politico italiano
- 28 ottobre - Normana Valensisi, poetessa italiana
- 29 ottobre - Mick Docherty, ex calciatore e allenatore di calcio inglese
- 29 ottobre - Rino Gaetano, cantautore italiano († 1981)
- 29 ottobre - Abdullah Gül, politico e economista turco
- 29 ottobre - Raffaele Lombardo, politico italiano
- 29 ottobre - Jeff Simpson, ex tennista neozelandese
- 30 ottobre - Carl Brown, allenatore di calcio e ex calciatore giamaicano
- 30 ottobre - Miguel Calderón, ex cestista e allenatore di pallacanestro cubano
- 30 ottobre - Phil Chenier, ex cestista statunitense
- 30 ottobre - John Patrick Shanley, drammaturgo, sceneggiatore e regista statunitense
- 31 ottobre - Sebastián Alabanda, calciatore spagnolo († 2014)
- 31 ottobre - Maurizio Baldasseroni, terrorista e criminale italiano
- 31 ottobre - Leo Brewster, ex calciatore trinidadiano
- 31 ottobre - John Candy, attore e comico canadese († 1994)
- 31 ottobre - Zaha Hadid, architetta e designer irachena († 2016)
- 31 ottobre - Ian Hamilton, calciatore inglese († 2024)
- 31 ottobre - Nora del Liechtenstein, principessa e dirigente sportiva liechtensteinese
- 31 ottobre - Juan José López, allenatore di calcio e ex calciatore argentino
- 31 ottobre - Sante Marsili, pallanuotista italiano († 2024)
- 31 ottobre - Roberto Posse, attore italiano
- 31 ottobre - Frank Silva, attore e scenografo statunitense († 1995)